# District de San Francisco
Le district de San Francisco est l'une des divisions qui composent la province de Veraguas, au Panama. En 2010, elle comptait 9 881 habitants, répartis sur une superficie de 436,5 km2.

## Crédit d'auteurs
- (es) Cet article est partiellement ou en totalité issu de l’article de Wikipédia en espagnol intitulé « Distrito de San Francisco » (voir la liste des auteurs).